# Canaples
Canaples é uma comuna francesa na região administrativa de Altos da França, no departamento de Somme. Estende-se por uma área de 10,26 km². Em 2010 a comuna tinha 711 habitantes (densidade: 69,3 hab./km²).